# Kurt Billker

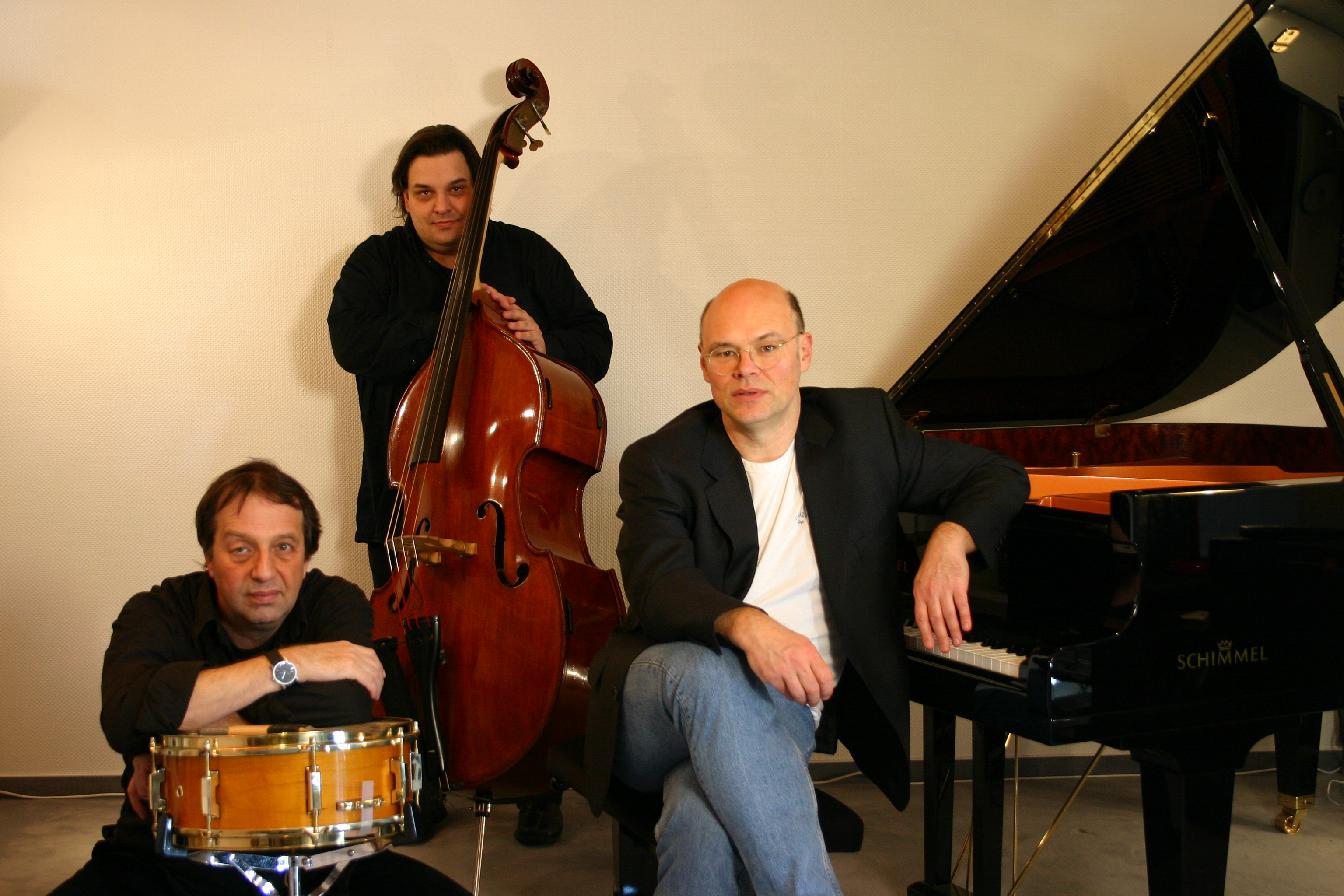
Christoph Spendel Trio mit Kurt Billker (links) und André Nendza (Mitte; 2005)

Kurt Billker (* 1954) ist ein deutscher Jazz-Schlagzeuger.
Billker studierte nach einer Ausbildung an der Rheinischen Musikschule Köln bei Christoph Caskel von 1972 bis 1976 Schlagzeug an der Hochschule für Musik Köln. Bereits während dieser Zeit spielte er im Quintett Key, das bereits 1974 einen Auftritt beim Deutschen Jazzfestival hatte. Dann spielte er mit Wolf Burbat in der Rockjazz-Gruppe Katamaran. Seit 1980 spielte er in zahlreichen Projekten mit Lajos Dudas. Seit 1981 war er lange Zeit festes Mitglied in den Bands von Christoph Spendel und von Axel Fischbacher; daneben wirkte er bei Jan Kazda und Wolfgang Schmidtke. In den letzten Jahren arbeitete er regelmäßig mit Philipp van Endert.
Billker war auch an Fernseh- und Radioproduktionen u. a. mit Randy Brecker, Tony Lakatos, Michal Urbaniak, Annie Whitehead, Lee Konitz, Steve Lacy oder Attila Zoller beteiligt. Er trat auf dem Montreux Jazz Festival, den Leverkusener Jazztagen und dem North Sea Jazz Festival auf. Auch war er an Plattenaufnahmen von Tom Mega und von Alex Oriental Experience beteiligt. Weiterhin unterrichtet er an der Musikschule Neuss.

## Diskographische Hinweise
- Key (mit Markus Stockhausen, Hugo Read, Reinhard Schmitz, Rainer Linke; 1977)
- Lajos Dudas Detour (mit Ali Haurand; 1980)
- Christoph Spendel Trio Back to Basics (mit Thomas Heidepriem; 1995)